# St. Johanns-Schwibbogen

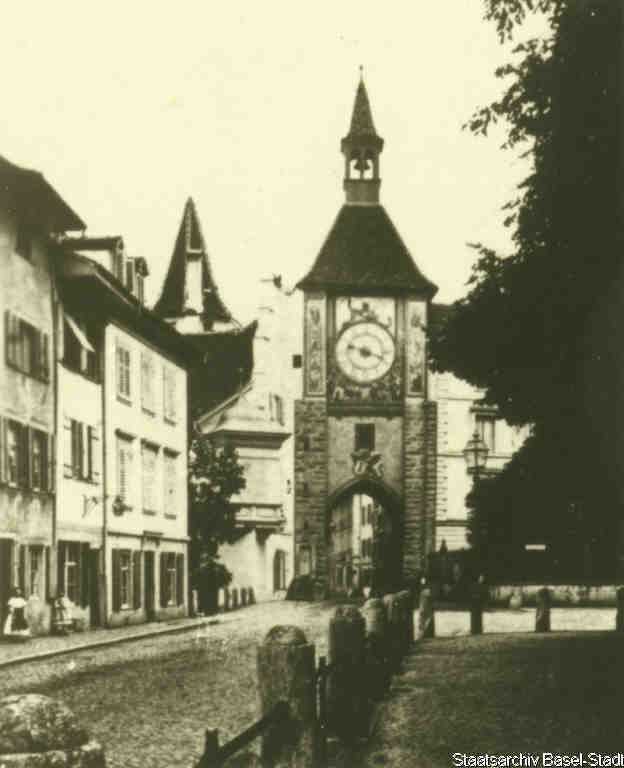
Der St.-Johanns-Schwibbogen vom Basler Totentanz aus gesehen; auf der linken Strassenseite ist ausserdem das Geburtshaus von Johann Peter Hebel zu sehen (Fotopositiv, 1873)

Der St.-Johanns-Schwibbogen (auch Kreuztor, später auch Inneres St.-Johanns-Tor genannt) ist ein ehemaliges kleines Stadttor der Stadt Basel und früherer Bestandteil der inneren Basler Stadtmauer. Er war der Vorläufer des St. Johanns-Tors, welches nach der Stadterweiterung weiter aussen gebaut wurde. Obwohl der St.-Johanns-Schwibbogen seine ursprüngliche Funktion mit dem Bau der äusseren Stadtmauer und des St.-Johanns-Tors verlor, blieb er dennoch lange Zeit erhalten und wurde erst im September 1873 abgerissen.
Beim St.-Johanns-Schwibbogen befand sich auch der Basler Totentanz.